# Głośnik tubowy

Ilustracja propagacji fali dźwiękowej wewnątrz głośnika tubowego

schematyczny szkic głośnika umieszczonego przed tubowym emiterem dźwięku

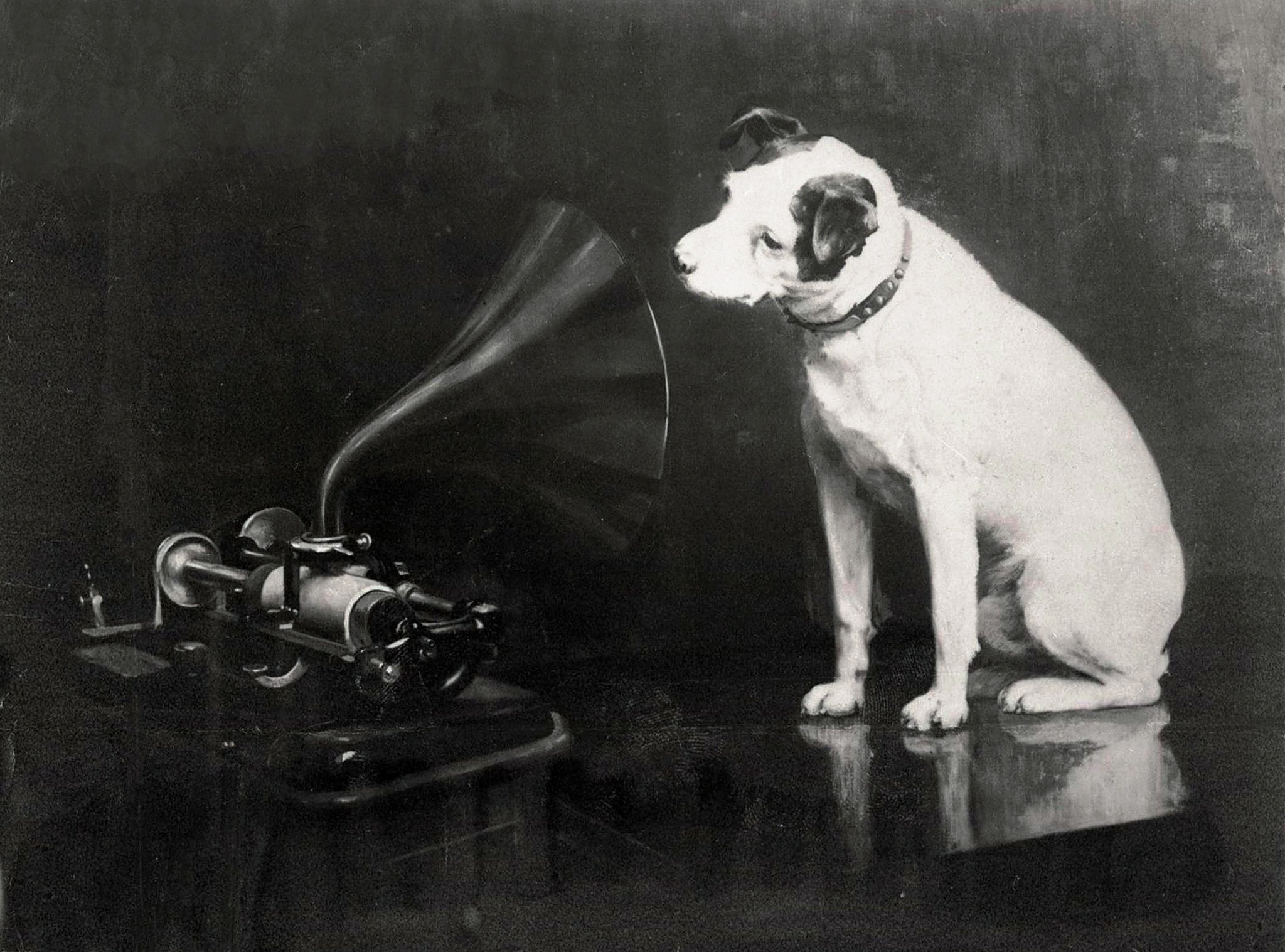
His Master's Voice - pierwowzór głośnika tubowego zainstalowany przy fonografie Edisona

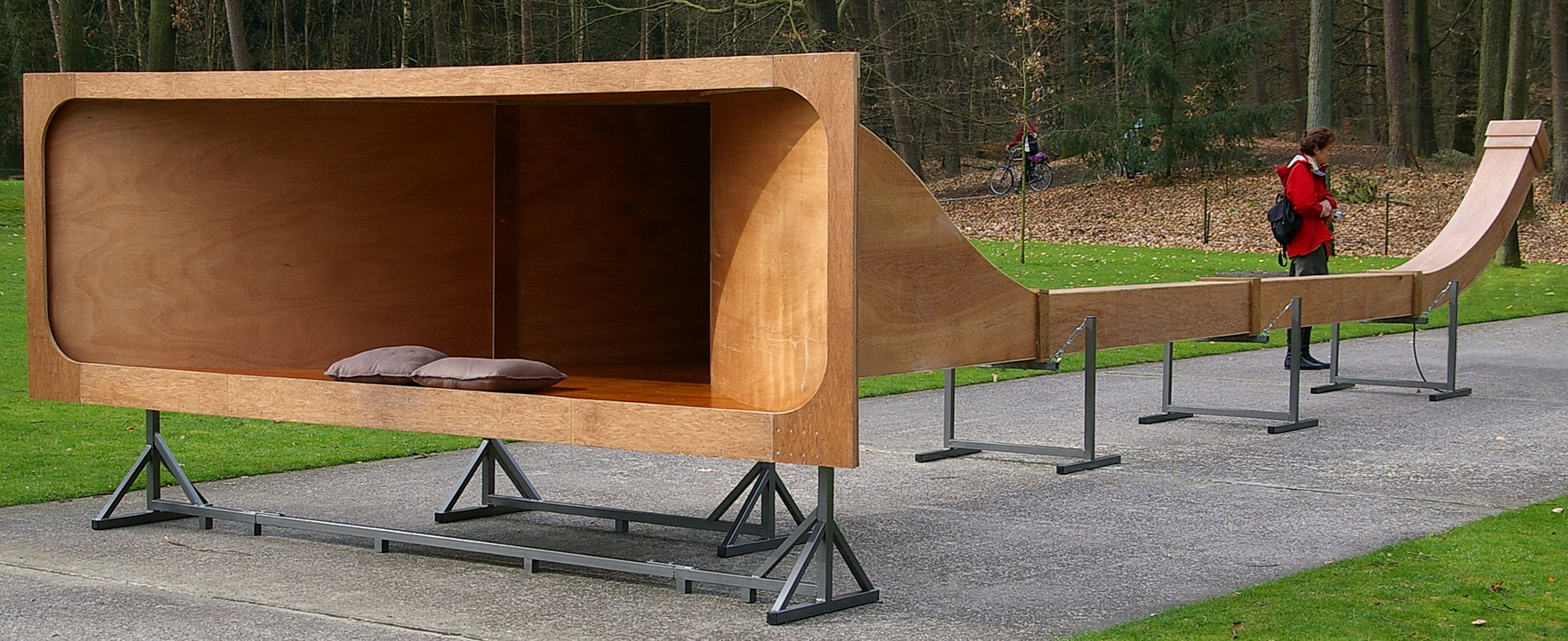
Głośnik ultraniskotonowy jako dzieło sztuki

Głośnik tubowy – głośnik, skonstruowany w sposób poprawiający skuteczność jego emisji poprzez umieszczenie go u wlotu do rozszerzającej się tuby.
Poprawienie skuteczności odbywa się poprzez dopasowanie stosunkowo wysokiej impedancji akustycznej membrany (dość sztywnej, wykonanej na ogół z papieru, metalu, tworzywa sztucznego lub tym podobnych materiałów) głośnika do niskiej impedancji otwartej przestrzeni. Tuba działa tu jak transformator akustyczny, przy czym dopasowanie impedancji jest tym lepsze, im bardziej kształt ścianek wnętrza tuby jest podobny do obrotowej powierzchni eksponencjalnej – figury wyznaczonej przez obracającą się krzywą eksponencjalną. Warunek ten często jednak nie jest spełniany i zazwyczaj kształt tuby jest upraszczany (np. do kształtu stożka lub ostrosłupa) lub dopasowywany do warunków technologicznych, np. do kształtu obudowy zestawu głośnikowego. Czasem, w celu zmniejszenia zewnętrznych wymiarów, oś tuby nie jest linią prostą, tylko linią łamaną albo zwiniętą krzywą (podobnie jak w instrumentach muzycznych: helikonie lub tubie).
Dopasowanie akustyczne głośnika tubowego do otwartej przestrzeni w zakresie najniższych częstotliwości akustycznych wymaga konstrukcji o bardzo dużych rozmiarach, dlatego też głośniki tubowe stosowane są najczęściej tam, gdzie użyteczne pasmo przenoszenia zaczyna się od częstotliwości kilkuset herców (np. do transmisji ludzkiej mowy w megafonach), albo w zestawach, w których do transmisji najniższych częstotliwości przeznaczone są inne głośniki; jeśli jednak duże rozmiary konstrukcji nie są przeszkodą (np. w zestawach kinowych lub estradowych) – chętnie stosowane są ze względu na wysoką skuteczność.